# Rex Linn
Rex Maynard Linn (* 13. listopadu 1956, Ochiltree County, Texas, USA) je americký herec.

## Životopis
Narodil se a vyrůstal v Texasu. V mládí hrál jako bubeník ve své kapele. Tam také objevil své nadání a chuť pro herectví. V roce 1969 se rodina přestěhovala do Oklahoma City. Tam přišel na to, že opravdu chce být hercem. Kvůli špatné zkušenosti ze střední školy se ale rozhodl najít své místo v bankovnictví. Po čase se ale opět dostal k herectví – nejdřív v reklamách, později i jinde. Jeho prvním filmem byl Dark Before Dawn, to byl ale pouze film jeho kamaráda. První skutečná role přišla v roce 1989 ve filmu Noční hra, následoval televizní seriál Mladí jezdci. Pak se přestěhoval do Los Angeles, kde začal studovat herectví a pracoval jako dělník. Ovšem začaly mu přicházet role v divadle a v seriálech. Skutečným úspěchem bylo účinkování ve filmu Cliffhanger, po kterém se objevil ve více než 35 filmech. Objevuje se také v mnoha televizních seriálech, nejznáměji jako seržant Frank Tripp v seriálu Kriminálka Miami.

## Filmografie
| Rok       | Film/seriál                               | Role                      | Poznámky                          |
| --------- | ----------------------------------------- | ------------------------- | --------------------------------- |
| 1988      | Dark Before Dawn                          | Don Hayes                 |                                   |
| 1989      | Noční hra                                 | Epps                      |                                   |
| 1989      | Lovec lidí                                | policista                 |                                   |
| 1990      | Mladí jezdci                              | šerif                     | díl: „Hard Time“                  |
| 1991      | Mými hrdiny byli vždy kovbojové           | host                      |                                   |
| 1991      | The Gambler Returns: The Luck of the Draw | Henry                     |                                   |
| 1991      | Doogie Howser, M.D.                       | Billy                     | díl: „It's a Wonderful Laugh“     |
| 1991      | Zapadákov                                 | Martin                    | díl: „All Is Vanity“              |
| 1992      | In the Line of Duty: Siege at Marion      | šerif Ron Gray            |                                   |
| 1992      | Bouřlivé srdce                            | agent FBI                 |                                   |
| 1993      | Cliffhanger                               | Travers                   |                                   |
| 1993      | Odstřelovač                               | Colonel                   |                                   |
| 1994      | Independence Day                          | soused                    |                                   |
| 1994      | Dobrodružství Brisco Countyho Jr.         | Mountain McClain          | díl: „Bounty Hunter's Convention“ |
| 1994      | Velký závod                               | Joe McPherson             |                                   |
| 1994      | Confessions: Two Faces of Evil            | Gleason                   |                                   |
| 1994      | Wyatt Earp                                | Frank McLaury             |                                   |
| 1994      | Jasné nebezpečí                           | detektiv                  |                                   |
| 1994      | Jack Reed 3: Na dosah spravedlnosti       | Dave                      |                                   |
| 1994      | Zóna úniku                                | Bobby                     |                                   |
| 1995      | Perfektní alibi                           | Bartender                 |                                   |
| 1995      | Ostrov hrdlořezů                          | Blair                     |                                   |
| 1995-2000 | JAG                                       | major Mark 'Falcon' Sokol | 6 dílů                            |
| 1996      | Public Enemies                            | Al Spencer                |                                   |
| 1996      | Zelený svět                               | Dewey                     |                                   |
| 1996      | Dlouhý polibek na dobrou noc              | muž v posteli             |                                   |
| 1996      | Duch minulosti                            | Martin Scott              |                                   |
| 1996-1997 | Takoví normální mimozemštané              | Chuck                     | 2 díly                            |
| 1997      | Na život a na smrt                        | Bill Dancy                |                                   |
| 1997      | Únos                                      | šerif Boyd                |                                   |
| 1997      | The Postman - Posel budoucnosti           | Mercer                    |                                   |
| 1997      | Sám                                       | Travis Floyd              | TV film                           |
| 1998      | Správná dvojka II                         | JayJay                    |                                   |
| 1998      | Křižovatka smrti                          | agent Daniel Whitney      |                                   |
| 1998      | Běh černé kočky                           | šerif Ben Bronte          | TV film                           |
| 1998      | Pomsta - s.r.n.                           | J.J.                      | díl: „Eden“                       |
| 1999      | Vražda na Stínové hoře                    | detektiv Bonney           | TV film                           |
| 1999      | Instinkt                                  | Alan                      |                                   |
| 1999      | Walker, Texas Ranger                      | Lester Stahl              | díl: „Chování bojovníka“          |
| 1999      | Y2K                                       | Foreman                   |                                   |
| 1999      | Dožeň, co se dá                           | Dave                      |                                   |
| 1999      | Jack Bull                                 | Shelby Dykes              |                                   |
| 2000      | Případ pro Sam                            | agent Ellis Talbot        | díl: „Vražedná spravedlnost“      |
| 2000      | Chameleon                                 | agent Ellis Talbot        | díl: „Expert“                     |
| 2000-2001 | Uprchlík                                  | Karl Vasick               | 5 dílů                            |
| 2001      | Podtrh                                    | Luke Taggart              | TV film                           |
| 2001      | Duchové Marsu                             | Yared                     |                                   |
| 2002      | Salton Sea                                | detektiv Bookman          |                                   |
| 2002      | The Round and Round                       | šerif                     |                                   |
| 2003      | Muž se srdcem kovboje                     | Hat Henderson             | TV film                           |
| 2003      | Dry Cycle                                 | Jeddidah                  |                                   |
| 2003      | Dvanáct do tuctu                          | trenér Bricker            |                                   |
| 2003      | Štvanec                                   | Powell                    |                                   |
| 2003-2012 | Kriminálka Miami                          | Frank Tripp               | hlavní role, 187 dílů             |
| 2004      | Když se setmí                             | agent Kowalski            |                                   |
| 2005      | Americká zbraň                            | Earl                      |                                   |
| 2005      | Zodiak                                    | Jim Martinez              |                                   |
| 2006      | Abominable                                | farmář Hoss               |                                   |
| 2006      | Two Tickets to Paradise                   | Karl                      |                                   |
| 2007      | Božská mrcha                              | Wiley                     | díl: „Divíš se, proč lžu“         |
| 2008      | Appaloosa                                 | Clyde Stringer            |                                   |
| 2008      | Běsnící peklo                             | Bill Berry                |                                   |
| 2009      | The Macabre World of Lavender Williams    | šerif Murdstone           |                                   |
| 2011      | Živí mrtví                                | Palmer                    | 2 díly                            |
| 2012      | Atlasova vzpoura: 2. část                 | Kip Chalmers              |                                   |
| 2012      | Nespoutaný Django                         | Tennessee Harry           |                                   |
| 2013      | Game Day with Rex and Kevo                |                           |                                   |
| 2013      | Ďáblův uzel                               | inspektor Gary Gitchell   |                                   |
| 2014      | Všechny cesty vedou do hrobu              | šerif                     |                                   |
| 2014      | Zombeavers                                | Smyth                     |                                   |
| 2014      | The Lottery                               | generál Langdon           | 6 dílů                            |
| 2014      | Hot Bath an' a Stiff Drink                |                           |                                   |
| 2014      | Flutter                                   |                           |                                   |
| 2015      | Krize                                     | admirál McBride           | 4 díly                            |
| 2015      | State of Affairs                          | senátor Burke             | 4 díly                            |
| 2015      | Key and Peele                             | detektiv                  | díl: „Killer Concept Album“       |
| 2015      | Nashville                                 | Bill Lexington            | 3 díly                            |
| 2016      | The Ranch                                 | trenér Shaw               | díl: „Back Where I Come From“     |
| 2016–2017 | Volejte Saulovi                           | Kevin Watchell            | 5 dílů                            |
| 2017      | Malý Sheldon                              | ředitel Tom Petersen      |                                   |
| 2017      | Cupid's Proxy                             | Clive                     |                                   |
| 2017–2018 | Smrtonosná zbraň                          | Nathan Riggs              | 12 dílů                           |
| 2018      | Waco                                      | Dick DeGuerin             | díl: „Day 51“                     |
| 2018      | Záhada Silver Lake                        | manažer                   |                                   |
| 2018      | The Pages                                 | prezident                 |                                   |
| 2018      | Edge of the World                         | trenér Andrews            |                                   |